# Samuel Franciszek Wilczek
Samuel Franciszek Wilczek herbu Poraj (zm. ok. 1682) – podstoli wołkowyski, kasztelan smoleński od ok. 1666.